# 加藤重德
加藤重德（1520年—1602年5月13日）是日本戰國時代至江戶時代前期的武將。通稱左衛門太夫、又左衛門。本姓伊丹氏。父親是攝津國伊丹（現今伊丹市周邊）的豪族伊丹播磨守康勝（不是甲斐德美藩初代藩主伊丹康勝）。

## 出身
伊丹氏是代代仕於室町幕府的側近眾，與細川藤孝、和田惟政、三淵藤英、鹽河國滿、茨木氏、森本氏等勢力結成親族同盟，一族據有伊丹城。

## 生平
在永正17年（1520年）出生。在畿內亦知「伊丹城有重德」（伊丹城に重徳有り），是知略勇猛大剛之士而享負盛名。以伊丹親興為中心並仕於將軍足利義輝，成為第15代將軍足利義昭的側近眾，不過在後來義昭被織田信長流放，於是從屬於被信長交托攝津國的荒木村重。
天正6年（1578年）10月，在三木合戰中被編入織田氏家臣羽柴秀吉軍的村重突然在有岡城（前身為伊丹城）背叛信長（有岡城之戰）。對此，秀吉派遣村重的舊識小寺孝隆（官兵衛，後來的黑田孝高）為使者前往有岡城勸阻，但是村重把孝高監禁在土牢中。直至1年後的天正7年（1579年）10月19日有岡城被攻陷為止，一直擔任孝隆的牢番，而負責照料的是重德和伊丹、加藤一門。在有岡城開城之際，與前來救援孝隆的家臣栗山利安等人一同把孝隆從牢中救出，有與荒木一同滅亡的覺悟的重德把年幼的次男玉松等人交給孝隆，玉松在孝隆（孝高）的姬路城中成為養子，後來被賜予黑田姓並改名為黑田一成。
另一方面，重德帶著長男吉成接連仕於宇喜多直家、秀家、小西行長。行長在慶長5年（1600年）的關原之戰中戰敗並被處刑，於是成為浪人，不過因為一成向主君黑田長政（孝高的兒子）請求，於是被迎接進入福岡藩，而因為以前從地下牢中救出孝高的功勞，於是長男吉成的家系以後就代代被列為中老職。
在晩年進入禪門，在聖福寺的淨地建庵，並在這處度過餘生。在慶長7年（1602年）3月22日死去。戒名是節信院殿實翁宗是居士。長男吉成和次男一成在重德的庵室建立塔頭節信院，此地成為加藤家的菩提寺。

## 逸話
- 被招到福岡藩後，在筥崎宮附近隱居。某日，在得知黑田孝高、長政父子前來參拜筥崎宮後，從自宅帶著親自栽培的生薑前往筥崎宮，從有岡城以來再會向孝高獻上有葉的新生薑，兩人因為再會而高興，談天談到連時間都忘掉。一說指就是以這個逸話為契機，新生薑成為在博多三大祭之一——筥崎宮放生會的名物。

## 登場作品
小說
- 『播磨灘物語』－（作者：司馬遼太郎）

電視劇
- 『軍師官兵衛』－（NHK大河劇，2014年，演員：濱田學）